# Belisario Clemente
Belisario Clemente (Pescara, 17 gennaio 1798 – Castelbasso, 25 novembre 1880) è stato un patriota e politico italiano.

## Biografia
Iscritto alla carboneria abruzzese sin dall'età di 16 anni quando partecipò ai moti carbonari del 1814 contro Gioacchino Murat, re di Napoli a seguito del quale fu anche rinchiuso del bagno penale di Pescara. La detenzione fu breve proprio per la sua giovane età.
L'impeto carbonaro non fu sopito e Clemente, contribuì all'organizzazione delle insurrezioni di Città Sant'Angelo e Penne, del 1837, al fianco di Clemente de Caesaris. La repressione fu immediata e  Clemente fu arrestato poco dopo in quel di Napoli, dove fu condannato al confino, prima ad Ancona e poi a Firenze, dove visse per due anni.
Nel 1848, dopo che Ferdinando II fu costretto a concedere la Costituzione all'Abruzzo, il Clemente fu candidato al nuovo Parlamento nel primo distretto di Teramo. Ferdinando reagì con violenza all'istituzione di tale parlamento e lo soppresse immediatamente, incominciando una dura repressione nei confronti di tutti i patrioti abruzzesi. Il Clemente fu costretto al domicilio coatto a Castelbasso, frazione di Castellalto, dove cercò di adoperarsi in favore della comunità: in particolare tentò di istruire i contadini alla lavorazione di cappelli in paglia che aveva visto molto in uso a Firenze, mettendo a punto le tecnica di lavorazione delle ventole di paglia (le "ventarole" nel dialetto locale) nella zona di Corropoli, in provincia di Teramo.
L'impegno per la politica non si sopì mai e, nonostante la persecuzione personale subita dalle forze borboniche, Clemente mantenne i contatti con tutta l'ex carboneria e, dopo l'unificazione d'Italia, fu eletto come consigliere e vicepresidente della Provincia di Teramo per tre legislature. Diede un impulso alla realizzazione del progetto della strada fra Teramo e Ascoli Piceno come si evince dalla pubblicazione Per la strada da Teramo ad Ascoli Piceno. Ragionamento del consigliere provinciale cav. Belisario Clemente, stampata a Teramo, dall'editore Marsilii, nel 1872.
Nel corso della vita scrisse anche diverse opere a contenuto politico e storico, ma anche di poesia.
Morì all'età di 82 anni a Castelbasso (borgo sito nel comune di Castellalto), il 25 novembre 1880.

## Opere
- Per la strada da Teramo ad Ascoli-Piceno. Ragionamento del consigliere provinciale Belisario Clemente, Teramo, Marsilii, 1872;
- Quando Felice Clemente con Giulia Cerulli sacro imeneo compiva il vecchio suo zio Belisario Clemente a lui diceva, Teramo, Q. Scalpelli, 1872.